# Dandong
Dandong (chiń. upr. 丹东; pinyin Dāndōng) – miasto o statusie prefektury miejskiej w północno-wschodnich Chinach, w prowincji Liaoning, port morski i śródlądowy nad rzeką Jalu, w pobliżu jej ujścia do Morza Żółtego, na granicy z Koreą Północną.
W 2010 roku liczba mieszkańców miasta wynosiła 673 737. Prefektura miejska w 1999 roku liczyła 2 405 302 mieszkańców. Ośrodek przemysłu drzewnego, jedwabniczego, chemicznego, papierniczego i metalurgicznego.
Do 1964 roku miasto nosiło nazwę Andong (chiń. trad. 安東).

## Miasta partnerskie
- Tokushima, Japonia
- Doncaster, Wielka Brytania
- Wilmington, Stany Zjednoczone